# アレクサンドル・ルリヤ
アレクサンドル・ロマノヴィッチ・ルリヤ（ロシア語: Алекса́ндр Рома́нович Лу́рия, tr. Alexander R. Luria, Aleksandr Romanovich Luriya、1902年7月16日 - 1977年8月14日）は、ソビエト連邦の心理学者。レフ・ヴィゴツキーらとともに文化歴史心理学を創設したほか、神経心理学の草分けとなった。失語症や共感覚に対する詳細で個別的な臨床観察・症例研究を通じ、高次の精神機能に関する独創的な著作を残した。名前のカナ表記は、英語表記に基づきアレクサンダー・ルリアとも書かれる。

## 略歴
帝政ロシア時代のカザンでユダヤ系の両親の元に生まれた。父親は消化器系を専門とする医師であった。8年制ギムナジウムを6年で修了し、1918年にカザン大学へと入学した。ロシア革命直後の大学は混乱期にあり、すべての希望者に門戸が開かれた一方で十分な教育を行える状況にはなかったため、大学では自ずと学生主導の活動が支配的となった。ルリヤはこうした社会の変革を目の当たりにする中で、社会を形作る人間心理の役割りに深く関心を持つようになった。ヴントに始まる内観的で還元的な志向を持つ心理学が人間のリアリティを捨象してしまうことに飽き足らず、ディルタイに共感する一方で、ヴィンデルバントが法則定立的と個性記述的 (nomothetic and idiographic) なアプローチとして区別したこれら両者の対立を乗り越えた心理学が必要だと考えるようになった。
1921年に大学の社会科学部を卒業し、1923年クルプスカヤ名称共産主義教育アカデミーで研究活動を開始した。1925年よりモスクワ大学心理学研究所でコンスタンチン・コルニーロフ の助手、後には一般心理学研究室の主任となった。1920年代ルリヤは、この研究所でレフ・ヴィゴツキーおよびアレクセイ・レオンチェフとともに文化的および歴史的視点から精神発達を論ずる文化歴史心理学 (cultural-historical psychology) を創始した。1928年に『激情的反応の研究における随伴運動の方法』を発表し、1930年に『行動の歴史に関する試論』をヴィゴツキーとともに著した。
ソ連国内に粛清の嵐が吹き荒れた1930年代には、思想上の理由から大学での心理学の教員の地位をあきらめ、モスクワ第一医科大学 (First Moscow Institute of Medicine) へと入学して、1937年に教育学の、1943年に医学の博士号を取得した。第二次世界大戦中は脳障害のリハビリテーションを専門として軍医を務めた。1944年よりモスクワの脳外科研究施設に勤め、脳損傷などから得られる医学的知見と心理学とを融合した学問分野神経心理学 (neuropsychology) を創始した。1945年にモスクワ大学の心理学教授に就任し、1947年に『外傷性失語症』を発表した。しかし政治的圧力、とりわけ反パブロフ主義であるとされたことによって、ここも辞めざるをえなくなり、1953年のスターリンの死後、ソ連の政治状況が緩和された後になってモスクワ大学教授として学者としての活動を再開した。その後1977年の死まで、心理学的症候群としての分析法を探求した。

## 業績
ルリヤは神経心理学 (neuropsychology) の草分けのひとりとみなされている。失語症と子供の精神発達における言語の役割とに対する先駆的研究によりルリヤの名声はソ連国外において高まり、ソ連においてもリハビリテーションの第一人者として有名になった。クルト・レヴィン、ジャン・ピアジェ、オリバー・サックス、ジェローム・ブルーナーといった国外の著名な学者とも親密な交流をもった。
ルリヤは、臨床医学が症候群として病気の全体像を捉えようとするのにならい、心理現象を別々の特性としてではなく、対象者の心理的生活全般の変化に関わるものとして、その構造と因果関係を捉えることを重視した。特に、共感覚による特異な記憶力を持ったソロモン・シェレシェフスキー（「記憶術師シィー」の名で知られる）を扱った1968年の『偉大な記憶力の物語』と、記憶喪失者レフ・ザセツキー（Lev Zasetsky）の個人史を扱った1971年の『失われた世界』の2つの著作ではこうした個別的で具体的な長期にわたる症例の報告と分析が扱われている。ルリヤはこうしたアプローチをマックス・フェルヴォルン (Max Verworn) が述べたロマン主義科学の復興を目指すものだと述べている。

## 主な著書

### 日本語訳書
- 『人間行動の発達過程: 猿・原始人・子ども』エリ・エス・ヴィゴツキー, ア・エル・ルリヤ (1987) 大井清吉, 渡辺健治 監訳, 明治図書〈ヴィゴツキー著作選集〉, ISBN 978-4-18-109904-6. 原題: Этюды по истории поведения (1930).
- 『言語と精神発達』ア・エル・ルリヤ (1969) 松野豊, 関口昇 訳, 明治図書出版, ISBN 978-4-18-160647-3.
- 『精神薄弱児: その高次神経活動の特質』A. R. ルリヤ (1962) 山口薫 他訳, 三一書房.原題: А. Р. Лурия (1960)Умственно отсталый ребёнок.
- 『人間の脳と心理過程』A. R. ルリヤ (1976) 松野豊 訳, 金子書房.А. Р. ЛурияМозг и психические процессы. Т. 1. — М., (1963). ; Т. 2. — М., (1970).の抄訳
- 『ルリヤ偉大な記憶力の物語: ある記憶術者の精神生活』A. ルリヤ (1983) 天野清 訳, 文一総合出版. (2010) A. R. ルリヤ『偉大な記憶力の物語: ある記憶術者の精神生活』岩波書店〈岩波現代文庫〉ISBN 978-4-00-600242-8. 原書: А. Р. Лурия (1968) Маленькая книжка о большой памяти (Ум мнемониста), Москва: Изд-во Московского университета.
- 『失われた世界: 脳損傷者の手記』A. R. ルリヤ (1980) 杉下守弘, 堀口健治 訳, 海鳴社. 原書: А. Р. Лурия (1971) Потерянный и возвращенный мир, Москва: Изд-во Московского университета.
- 『神経心理学の基礎: 脳のはたらき』ルリヤ (1978) 鹿島晴雄 訳, 医学書院. (第2版, 1999) A. R. ルリヤ, 創造出版〈創造医学選書〉ISBN 978-4-88158-251-0. 原題: Основы нейропсихологии (1973).
- 『認識の史的発達』ルリヤ (1976) 森岡修一 訳, 明治図書出版〈海外名著選〉. 原題: Об историческом развитии познавателъных процессов (1974).
- 『ルリヤ現代の心理学』A. ルリヤ (1980) 天野清 訳, 文一総合出版. 原題: Материалы к курсу лекций по общей психологии.(1975).
- 『言語と意識』ルリヤ (1982) 天野清 訳, 金子書房. 原書: А. Р. Лурия (1979) Язык и сознание, Москва: Изд-во Московского университета. (2-е изд, (1998) под ред. Е. Д. Хомской.